# Mateusz Jelonek
Mateusz Jelonek (ur. 13 kwietnia 1968 w Krakowie) – polski piłkarz, występujący na pozycji napastnika.

## Kariera
Poprzez prowadzony przez Szkołę Podstawową nr 96 w Krakowie nabór Jelonek został juniorem Cracovii. W 1987 roku zadebiutował w pierwszym zespole, grającym wówczas w III lidze. Po meczu o Herbową Tarczę Krakowa, rozegranym w styczniu 1988 roku, zainteresowanie Jelonkiem wykazała pierwszoligowa Wisła Kraków. Mimo to latem piłkarz trafił do Hutnika Kraków, ale przed rozegraniem jakiegokolwiek oficjalnego meczu ostatecznie wykupiła go Wisła. W barwach Wisły w pierwszej lidze zadebiutował 6 sierpnia 1988 roku w przegranym 0:3 meczu z Lechem Poznań. W sezonie 1990/1991 zdobył z klubem trzecie miejsce w lidze. Napastnikami Wisły poza Jelonkiem byli wówczas m.in. Kazimierz Moskal  i Tomasz Dziubiński.
W Wiśle występował do 1991 roku, rozgrywając w tym okresie 84 ligowe spotkania, w których strzelił 11 bramek. Z powodu kontuzji i spadku formy na początku 1992 roku odszedł z Wisły, początkowo na zasadzie wypożyczenia do Igloopolu Dębica. W 1992 roku powrócił do Cracovii, w której występował przez półtora roku. Po półrocznym epizodzie w LKS Niedźwiedź został reprezentantem drugoligowego Okocimskiego KS Brzesko. W klubie z Brzeska Jelonek występował do 1997 roku. Następnie grał w klubach niższych lig: Kablu Kraków, Krakusie Swoszowice, Drwince Drwinia (gdzie był również grającym trenerem) i Polonii Kraków.

## Statystyki ligowe
| Sezon         | Klub                 | Liga     | Mecze | Gole |
| ------------- | -------------------- | -------- | ----- | ---- |
| 1986/1987     | Cracovia             | III liga | ?     | ?    |
| 1987/1988     | Cracovia             | III liga | ?     | ?    |
| 1988/1989     | Wisła Kraków         | I liga   | 28    | 6    |
| 1989/1990     | Wisła Kraków         | I liga   | 21    | 1    |
| 1990/1991     | Wisła Kraków         | I liga   | 20    | 3    |
| 1991/1992 (j) | Wisła Kraków         | I liga   | 15    | 1    |
| 1991/1992 (w) | Igloopol Dębica      | I liga   | 13    | 1    |
| 1992/1993     | Cracovia             | III liga | ?     | ?    |
| 1993/1994 (j) | Cracovia             | III liga | ?     | ?    |
| 1994/1995     | Okocimski KS Brzesko | II liga  | 20    | 1    |
| 1995/1996     | Okocimski KS Brzesko | II liga  | 31    | 1    |
| 1996/1997     | Okocimski KS Brzesko | II liga  | 12    | 1    |
| 1997/1998 (j) | Okocimski KS Brzesko | II liga  | 0     | 0    |
| 1997/1998 (w) | Kabel Kraków         | III liga | ?     | ?    |